# Un amore in prima classe
Un amore in prima classe è un film del 1980 diretto da Salvatore Samperi. È l'ultimo film in cui compare l'attore Memmo Carotenuto.

## Trama
Carmelo è un ragazzo padre che intraprende un lungo viaggio in treno insieme al figlioletto Malcolm, bambino tutt'altro che tranquillo. Sulla carrozza di prima classe, i due incontreranno Beatrice, una giovane paleontologa che, ben presto, inizia a flirtare con Carmelo.